# جاستین اسپیتزر
جاستین اسپیتزر (انگلیسی: Justin Spitzer) فیلم‌نامه‌نویس و تهیه‌کننده تلویزیونی اهل ایالات متحده آمریکا است. وی از سال ۲۰۰۴ میلادی تاکنون مشغول فعالیت بوده‌است.